# فيرويل (ميشيغان)
فيرويل (بالإنجليزية: Farwell, Michigan)‏ هي منطقة سكنية تقع في الولايات المتحدة في مقاطعة كلير (ميشيغان). يقدر عدد سكانها بـ 871 نسمة ومساحتها 3.63 كم2 وترتفع عن سطح البحر 283 متر.

## التركيبة السكانية
قام مكتب تعداد الولايات المتحدة بتحديد بيانات التركيبة السكانية لفيرويل في تعداد الولايات المتحدة. في ما يلي، التركيبة السكانية حسب تعدادي 2000 و2010.

### تعداد عام 2000
بلغ عدد سكان فرغوت 509 نسمة بحسب تعداد عام 2000، وبلغ عدد الأسر 221 أسرة وعدد العائلات 144 عائلة مقيمة في المدينة. في حين سجلت الكثافة السكانية 1,390.2 نسمة لكل ميل مربع (536.8/كم2). وبلغ عدد الوحدات السكنية 234 وحدة بمتوسط كثافة قدره 639.1 نسمة لكل ميل مربع (246.8/كم2).
وتوزع التركيب العرقي للمدينة بنسبة 97.64% من البيض و 0.39% من الأمريكيين ذوي الأصول الآسيوية و 0.98% من عرقين مختلطين أو أكثر.
بلغ عدد الأسر 221 أسرة كانت نسبة 27.6% منها لديها أطفال تحت سن الثامنة عشر تعيش معهم، وبلغت نسبة الأزواج القاطنين مع بعضهم البعض 55.7% من أصل المجموع الكلي للأسر، ونسبة 7.2% من الأسر كان لديها معيلات من الإناث دون وجود شريك، وكانت نسبة 34.8% من غير العائلات. تألفت نسبة 32.1% من أصل جميع الأسر من أفراد ونسبة 22.2% كانوا يعيش معهم شخص وحيد يبلغ من العمر 65 عاماً فما فوق. وبلغ متوسط حجم الأسرة المعيشية 2.85، أما متوسط حجم العائلات فبلغ 2.30.
بلغ العمر الوسطي للسكان 42 عاماً. وكانت نسبة 5.1% بين الثامنة عشر والأربعة وعشرون عاماً، ونسبة 23.2% كانت واقعةً في الفئة العمرية ما بين الخامسة والعشرون حتى والأربعة وأربعون عاماً، ونسبة 22.0% كانت ما بين الخامسة والأربعون حتى الرابعة والستون، ونسبة 23.8% كانت ضمن فئة الخامسة والستون عاماً فما فوق. يوجد لكل 100 أنثى 85.1 ذكر، ويوجد لكل 100 أنثى في الثامنة عشر من عمرها فما فوق 80.4 ذكر.
بلغ متوسط دخل الأسرة في المدينة 34,250 دولار، أما متوسط دخل العائلة فبلغ 47,813 دولار. وكان متوسط دخل الذكور 31,397 دولار مقابل 21,000 دولار للإناث. وسجل دخل الفرد الخاص بالمدينة 16,667 دولار. وكانت نسبة 3.9% من العائلات ونسبة 7.5% من السكان تحت خط الفقر، ولا أحد منهم تحت سن الثامنة عشر ونسبة 10.9% في الخامسة والستين من العمر وما فوق.

### تعداد عام 2010
بلغ عدد سكان فيرويل 871 نسمة بحسب تعداد عام 2010، وبلغ عدد الأسر 373 أسرة وعدد العائلات 229 عائلة مقيمة في القرية. في حين سجلت الكثافة السكانية 645.2 نسمة لكل ميل مربع (249.1/كم2). وبلغ عدد الوحدات السكنية 411 وحدة بمتوسط كثافة قدره 304.4 لكل ميل مربع (117.5/كم2).
وتوزع التركيب العرقي للقرية بنسبة 97.8% من البيض و 0.7% من الأمريكيين الأصليين و 0.1% من الأمريكيين ذوي الأصول الآسيوية و 0.1% من سكان جزر المحيط الهادئ و 0.6% من الأمريكيين الأفارقة و 0.6% من عرقين مختلطين أو أكثر.
بلغ عدد الأسر 373 أسرة كانت نسبة 28.2% منها لديها أطفال تحت سن الثامنة عشر تعيش معهم، وبلغت نسبة الأزواج القاطنين مع بعضهم البعض 41.3% من أصل المجموع الكلي للأسر، ونسبة 15.3% من الأسر كان لديها معيلات من الإناث دون وجود شريك، بينما كانت نسبة 4.8% من الأسر لديها معيلون من الذكور دون وجود شريكة وكانت نسبة 38.6% من غير العائلات. تألفت نسبة 33.0% من أصل جميع الأسر من أفراد ونسبة 16.4% كانوا يعيش معهم شخص وحيد يبلغ من العمر 65 عاماً فما فوق. وبلغ متوسط حجم الأسرة المعيشية 2.85، أما متوسط حجم العائلات فبلغ 2.30.
بلغ العمر الوسطي للسكان 40.4 عاماً. وكانت نسبة 22% من القاطنين تحت سن الثامنة عشر، وكانت نسبة 8.8% بين الثامنة عشر والأربعة وعشرون عاماً، ونسبة 23.6% كانت واقعةً في الفئة العمرية ما بين الخامسة والعشرون حتى والأربعة وأربعون عاماً، ونسبة 27.2% كانت ما بين الخامسة والأربعون حتى الرابعة والستون، ونسبة 18.4% كانت ضمن فئة الخامسة والستون عاماً فما فوق. وتوزع التركيب الجنسي للسكان بنسبة 48.2% ذكور و51.8% إناث.

## التاريخ
تم تأسيس فيرويل في عام 1870 وتم الاعتراف بها في عام 1871 وكانت في مقر المقاطعة من عام 1871 حتى عام 1879, وتم الاعتراف بها ك قرية في عام 1979.